# Clemens August von Merveldt
Clemens August von Merveldt (Taufname: Clemens August Maria Ludwig Udalrich) (* 4. Juli 1722 in Schloss Westerwinkel; † 7. März 1781 in Schloss Lembeck) war Obristhofmarschall, kurkölnischer Kämmerer sowie Amtsdroste in Wolbeck.

## Leben

### Herkunft und Familie
Clemens August von Merveldt wuchs als Sohn des Ferdinand Dietrich von Merveldt und seiner Gemahlin Josefa Maria Anna von Westerholt zu Lembeck (1693–1762) zusammen mit seinen Geschwistern Maximilian Ferdinand, Hermann Adolf (* 1718, Malteserorden) und Sophie Ludovica Agnes (1730–1810, ⚭ 10. Februar 1748 Wilhelm Ferdinand von Galen) in der uralten westfälischen Adelsfamilie von Merveldt auf.
Am 4. Februar 1754 heiratete er in Bonn Antonia Maria Ferdinande von Wolff-Metternich zur Gracht und Wehrden (1733–1778). Aus dieser Ehe gingen mehrere Kinder hervor:
- Maria Theresia (* 1756) ⚭ Clemens August von Vittinghoff
- Ferdinand August Joseph (1759–1834)

⚭ 1783 Gräfin Maria Theresia von Pergen
⚭ 1806 Freiin Antonie von Twickel (* 1. September 1784; † 1. Juni 1842), Tochter des Politikers Clemens August von Twickel
- Maria Adolphina Alexandrine (1766–1812) ⚭ Gerhard Anton Edmund von Loe (* 29. August 1749; † 30. Mai 1813), Eltern von Maximilian von Loë
- Maximilian Friedrich (* 29. Juni 1764; † 5. Juli 1815), Diplomat und General ⚭ Therese Gräfin Kinsky (1768–1822)
- Burchard Paul (* 1770; † 17. Januar 1848), Domherr in Münster und Hildesheim

Am 23. Juni 1779 heiratete er Anna Maria Christiane Fuest gen. von der Hoven.

### Werdegang und Wirken
Clemens August wurde im Jahre 1741 zum kurkölnischen Kämmerer ernannt. Mit der Aufschwörung zur Münsterschen Ritterschaft im Jahre 1743 wurde er Vertreter im Landtag,
einem Gremium, das sich aus den drei Ständen zusammensetzte. Seine Aufgabe bestand in der Regelung des Steuerwesens und ab 1774 auch des
Fehdewesens im Hochstift Münster. Vier Jahre später bekleidete er das Amt des Obristküchenmeisters beim Fürstbischof. 1752 erhielt er eine Dompräbende in Münster, auf die er bereits zwei Jahre später zugunsten seines Bruders Maximilian Ferdinand verzichtete. 1753 versuchte er vergeblich, sich in den Besitz der Burg Vondern zu setzen. Ein Aufgebot nesselrodischer Bauern, die sich vor die Burg versammelt hatten, veranlasste ihn, die Burg aufzugeben und wieder abzuziehen. 1761 wurde er Oberjägermeister im Vest Recklinghausen und am 22. Oktober 1766 zum Amtsdrosten in Wolbeck bestallt. Sein Sohn Ferdinand August wurde ihm durch kurfürstlichen Akt am 23. Juli 1777 im Amt des Drosten beigeordnet.

## Ehrungen
- 22. November 1765 Wirklicher Geheimer Rat
- 12. Oktober 1766 Obristhofmarschall